# 陳踐誠
陈践诚（越南语：／；1813年12月14日—1883年11月30日），本名陳養鈍（越南语：／），字時敏（越南语：／），號遜齋（越南语：／），本以字行，名陳時敏，後避嗣德帝諱，改名陳敏，嗣德帝賜名踐誠，越南阮朝政治人物，明鄉人。

## 祖先
陳踐誠祖籍中國福建，其祖先曾出仕明朝。後來明朝被清朝攻滅，其祖不願降清，投奔越南，來到香茶縣定居。

## 生平
陳踐誠生於嘉隆十二年（1813年），父親是新平知府陳伯亮。21歲入國子監讀書，頗有文名，有“文長賦敏”之稱。明命十八年（1837年），陳踐誠參加承天場鄉試，考中舉人。次年（1838年）會試中格，參加殿試，考中第二甲進士出身。初授翰林院編修，充機密院行走。紹治初年，歷任吏部員外郎、兵部郎中，出為清化按察使。嗣德元年（1848年），升任太僕寺卿，領戶部辦理。次年（1849年），充如清甲副使。但未及出使，就改任吏部辦理，兼管大理寺印篆。後擢升嘉定布政使，轉任工部侍郎，充辦理閣務。
嗣德六年（1853年）七月，嗣德帝賜名“踐誠”。嗣德八年（1855年），廣義石壁蠻煽動叛亂，陳踐誠充任贊理軍務。叛亂平定後，升兵部參知，充經筵講官。嗣德十四年（1861年），升任工部尚書兼順安汛督防，防備法軍入侵。防務輕簡後，改任戶部尚書兼管欽天監。充機密院大臣。後改任兵部尚書兼管集賢院。嗣德十七年（1864年），陳踐誠作為欽差全權副使的身份，隨潘清簡在順化與法國代表何巴理簽訂和約，獲得一枚“廉平勤幹”二項金磬。隨後領命持節前往海陽省勉勵將士。陳踐誠抵達海陽時，恰逢當地爆發饑荒，他下令向各府縣發放三千方米賑濟災民，事後獲得嗣德帝諒解。嗣德十九年（1866年），升署協辦大學士，改領工部尚書，仍兼集賢院，充國史館總裁。
嗣德二十年（1867年），法軍入侵南圻西三省，陳踐誠充任欽差大臣，前往嘉定與法軍統帥議和。議和不成，降為參知，仍領工部尚書。嗣德二十二年（1869年），北圻軍事情急，陳踐誠再任欽差，前往北寧省坐鎮指揮。事情平息後，升授兵部尚書，賞賜一枚“曰忠”大項金錢。次年（1870年），獲賞一件水晶金幫指、一面“廉平勤幹”大項金磬。不久升署協辦大學士，仍領兵部尚書。
嗣德二十五年（1872年），生母去世，陳踐誠請求回鄉守制，嗣德帝不許，只給3個月處理喪事。次年（1873年）春，實授協辦大學士。同年，河內省、海陽省、南定省、寧平省相繼失守，阮文祥與法軍和談，收回四省。嗣德帝以阮文祥是陳踐誠舉薦為由，升授陳踐誠為署文明殿大學士，稱為陳卿而不直呼其名。嗣德三十一年（1878年），實授文明殿大學士，仍領兵部尚書。
嗣德三十六年（1883年）六月，嗣德帝在臨終前任命陳踐誠為輔政大臣，與同輔政大臣尊室说、阮文祥輔佐育德帝。
阮文祥與尊室說不滿育德帝，脅迫陳踐誠贊同廢黜育德帝，改立協和帝。協和帝升授陳踐誠為太保、勤政殿大學士。陳踐誠堅辭，但未獲准許。不久，御史黃琨彈劾陳踐誠抄寫遺詔遺漏內容，廷議定罪為杖革。協和帝認為陳踐誠是四朝老臣，準降二級留任。自此，陳踐誠多次被阮文祥二人脅迫。八月，辭去機密院大臣一職，留在京城私第養病。十月三十日（11月29日），阮文祥、尊室說想要再行廢立，脅迫陳踐誠參與此事，遭到陳踐誠拒絕。這一舉動又遭二人猜疑。當夜子時，陳踐誠家遭人盜竊，陳踐誠本人被殺，享年七十一歲。葬於香水縣月瓢坊。
建福帝繼位後，阮文祥二人又追究陳踐誠過失，追降他為兵部尚書。咸宜元年（1885年）九月，阮有度、潘廷評為陳踐誠陳情，開復誥授特進榮祿大夫文明殿大學士原銜，諡文誼。

## 家庭

### 妻妾
陳踐誠有1妻5妾。
- 妻一品夫人梁氏瑞，禮部尚書梁進祥長女，生2子9女
- 妾端人黃氏鑑，河內明鄉社黃翁長女，生3子3女
- 妾孺人阮氏卓，生3子1女
- 妾孺人陳氏體，生1女
- 妾孺人黎氏如，布政使黎珽次女，生1女
- 妾孺人尊女氏嫺，尊室開次女

### 子女
陳踐誠有8子15女，子女混合排行。
- 長女陳氏嫝，母一品夫人梁氏
- 二女陳氏娃，母一品夫人梁氏
- 三女陳氏妤，母一品夫人梁氏
- 四女陳氏好，母一品夫人梁氏
- 五女陳氏嬈，母一品夫人梁氏
- 六女陳氏嬐，母一品夫人梁氏
- 七女陳氏妙，母一品夫人梁氏，嫁綏盛伯張光榜，綏盛郡公張登桂之孫，綏盛侯張光柱與安美公主徽柔長子
- 八女陳氏（想鳥），母孺人阮氏
- 九子陳懷永，又名陳踐讜，母一品夫人梁氏
- 十女陳氏杜，母端人黃氏
- 十一子，早殤，母一品夫人梁氏
- 十二子陳懷濬，母孺人阮氏
- 十三女陳氏（免少），母一品夫人梁氏
- 十四女陳氏嫻，母一品夫人梁氏，初嫁阮露澤，順慶總督阮青威長子；再嫁張光悅，綏盛郡公張登桂第七子
- 十五子陳懷清，又名陳踐誡，又名陳踐訓，仕至厚祿知縣
- 十六子，早殤，母端人黃氏
- 十七子陳懷瀞，母端人黃氏
- 十八女陳氏順，母端人黃氏
- 十九子陳懷瀅，母孺人阮氏
- 二十女陳氏進，母端人黃氏，嗣德三十二年入宮，封貴人；咸宜元年回家，改嫁廣東幫幫長侯成章[6]
- 二十一陳氏姬，母孺人陳氏，嫁秀才黃有恬，協辦大學士黃有常長子
- 二十二子陳懷溥，又名陳踐諴、陳踐誨，母端人黃氏
- 二十三女陳氏𨮁，母孺人黎氏